# Вииви и Вагнер
Вииви и Вагнер (фин. Viivi ja Wagner) — популярный финский комикс, созданный Юсси «Юба» Туомола (фин. Jussi "Juba" Tuomola). Главные герои комикса — студентка Вииви и свин Вагнер, живущие в Финляндии. Комикс привлек внимание более четырёх миллионов финнов.
Вииви — сознательная и заботливая женщина, вегетарианка и защитница прав животных. Вагнер — взрослый мужчина-свин, однако он очень похож на человека, хотя и считает себя больше свиньей, чем человеком. Больше всего он любит пить пиво и лежать на диване.
В комиксе забавным образом рассказывается о стереотипах в отношениях между мужчиной и женщиной. Также некоторые ситуации в комиксе доходят до абсурда.
Комикс «Вииви и Вагнер» публикуется в крупнейших газетах Финляндии: Helsingin Sanomat, Etelä-Suomen Sanomat и Aamulehti. Газеты Helsingin Sanomat и Etelä-Suomen Sanomat публикуют шесть раз в неделю стрипы этого комикса на своих официальных сайтах.

## История публикования
Впервые Вииви и Вагнер появились в 1992 году на страницах детской газеты Kultapossu, которая издавалась банком Sampo Pankki. В первоначальной версии Вииви была маленькой девочкой, а Вагнер её живой свиньёй-копилкой. В середине 90-х журнал Kultapossu был закрыт, и Туомола адаптировал своих героев для взрослой аудитории. Так Вииви стала студенткой, а Вагнер-свинья её возлюбленным. Первый стрип обновленного комикса появился 6 октября 1997 года в газете Helsingin Sanomat.
Изначально задумывалось, что комикс "Вииви и Вагнер" будет публиковаться в газете в течение четырёх месяцев, а затем его заменять другим комиксом. Однако уже в первый месяц публикации комикс стал популярным среди финских читателей, и сроки публикации расширили.
Первые стрипы комикса были собраны в альбом и опубликованы в 1998 году. С тех пор раз в год выходит по одному альбому комикса. Комиксы о Вииви и Вагнере были также переведены и опубликованы на шведском, норвежском, датском и французском языках.
С мая 2008 года начала выходить газета комиксов Вииви и Вагнер с периодичностью раз в два месяца. Помимо комиксов Туомола в газете также публикуются среди прочих комиксы Миллы Палониеми (фин. Milla Paloniemi), Юхи Юнтунена (фин. Juho Juntunen) и Льюиса Трондхейма (фр. Lewis Trondheim).

## Альбомы комиксов
1. Sikspäkki ja salmiakkia (Шесть бутылок пива и салмиакки), 1998 
 Переведено на шведский как Sexpack och salmiak (2005)
2. Apua, sängyssäni on sika! ("На помощь, в моей кровати свинья"), 1999
Переведено на шведский как Hjälp, jag har en gris i sängen! (2005)
3. Ei banaaninkuoria paperikoriin! ("Никакой банановой кожуры в мусорке!"), 2000
4. Oi, mikä karju! ("Ой, какой кабан!"), 2001
5. Kuumaa hiekkaa ("Горячий песок"), 2002
6. Viriili vesipeto ("Возмужавший водный зверь"), 2003
7. Sohvaperunoiden kuningas ("Король диванных овощей"), 2004
8. Ranskalainen liukumäki ("Французская ледяная горка"), 2005
9. Kaasua sohvalla ("Газ на диване"), 2006
10. Sian morsian? ("Невеста свиньи?"), 2007
11. Terassilla tarkenee, 2008
12. Kuinka kasvissyöjä kesytetään ("Как укротить вегетарианца"), 2009
13. Sika pussaa!  (Свинья, целуй!), 2010

## Книги
- Viivin ja Wagnerin touhukas sanakirja ("Суматошный словарь Вииви и Вагнера"), 2003
- Sinappihuntu ("Окорок под горчицей"), 2004
- Parisuhteellisuusteoria ("Теория па́рной относительности"), 6/2006
- Viivi ja Wagner Juhlakirja ("Вииви и Вагнер: юбилейный сборник), 2007
- Viivi ja Wagner Ystävänpäiväkirja ("Вииви и Вагнер: сборник на день святого Валентина), 2009

В Финляндии продано более 1 млн книг и альбомов с комиксами о Вииви и Вагнере. Также согласно статистике продаж финских книжных магазинов альбомы комиксов практически всё время попадают в тройку бестселлеров .

## Театральные постановки
В сентябре 2002 года в городском театре Турку состоялась премьера пьесы Вииви и Вагнер. Юсси Туомола сам написал сценарий, а режиссёром стал Ханну Раатикайнен (фин. Hannu Raatikainen). Роль Вииви исполнила Минна Хямяляйнен (фин. Minna Hämäläinen), а роль Вагнера Стефан Карлссон (фин. Stefan Karlsson). В 2006 году городской театр Хельсинки также поставил на своей сцене пьесу Вииви и Вагнер, где главные роли исполнили Сари Сиикандер (фин. Sari Siikander) и Ристо Каскилахти (фин. Risto Kaskilahti). Режиссёром стала Тиина Пуумалайнен (фин. Tiina Puumalainen) В октябре 2009 года в этом же театре состоялась премьера пьесы "Вииви и Вагнер на Тенерифе" (фин. Viivi ja Wagner Teneriffalla). Главные роли исполнили те же актёры, а режиссёром стала вновь Тиина Пуумалайнен.
Летом 2009года профессиональный театр Турку Linnanteatteri представил свою версию пьесы Вииви и Вагнер в театре Emma в Наантали. Юсси Туомола стал сценаристом пьесы, а Микко Коуки (фин. Mikko Kouki) её режиссёром. Главные роли исполнили Пирьё Лонка (фин. Pirjo Lonka) и Миска Кауконен (фин. Miska Kaukonen).